# Правое Ящерово
Правое Ящерово — деревня в Серпуховском районе Московской области. Входит в состав Данковского сельского поселения (до 29 ноября 2006 года входила в состав Бутурлинского сельского округа).

## Население
| 2002 | 2006 | 2010 |
| ---- | ---- | ---- |
| 20   | ↘11  | ↗25  |

## География
Правое Ящерово расположено примерно в 9 км (по шоссе) на северо-восток от Серпухова, на правом берегу реки Речма (левый приток Оки), высота центра деревни над уровнем моря — 156 м. На 2016 год в деревне зарегистрировано 4 улицы и 5 садовых товариществ.